# Bojanowo (województwo mazowieckie)
Bojanowo – wieś sołecka w Polsce położona w województwie mazowieckim, w powiecie mławskim, w gminie Radzanów.
| SIMC    | Nazwa         | Rodzaj    |
| ------- | ------------- | --------- |
| 0124179 | Adolfowo      | część wsi |
| 0124185 | Budy-Brzeziny | część wsi |

W latach 1975–1998 miejscowość administracyjnie należała do województwa ciechanowskiego.